# عثمان الیهری
عثمان علوی الیهری (زادهٔ ۲۴ ژوئن ۱۹۹۳) یک بازیکن فوتبال اهل قطر است.

## تیم ملی
وی همچنین در تیم ملی فوتبال زیر ۲۳ سال قطر بازی کرده است.